# روبن بوك
روبن بوك (بالسويدية: Robin Book)‏ هو لاعب كرة قدم سويدي في مركز الوسط، ولد في 5 أبريل 1992 في هلسينغبورغ في السويد. لعب مع غايس غوتنبرغ.

## وصلات خارجية
- روبن بوك على موقع اتحاد السويد (السويدية)
- روبن بوك على موقع قاعدة بيانات كرة القدم.إي يو (الإنجليزية)